# حزب البعث العربي الاشتراكي - وطن في السودان
حزب البعث العربي الاشتراكي - وطن في السودان هو حزب سياسي في السودان. يذكر أن الحزب هو الفرع السوداني الإقليمى لحزب البعث بقيادة العراق في السودان. في حين أن الفرع كان دائما صغيرا وهو ما يمثل ما يقدر ب ألف عضو في عام 2003 فقد كان له أثر أكبر مما تشير إليه أعداد أعضائه الضئيلة ويرجع ذلك في معظمه إلى التمويل العراقي للفرع.
بعد أن تعاون حزب البعث مع الحكومة السودانية القومية العربية لسنوات قطع العلاقات وأصبح حزب المعارضة في عام 1990 وكان من شأن ذلك أن يزعج العراق إذا لم يدعمه السودان خلال حرب الخليج الثانية عام 1991. في عام 1990 كان الحزب يتألف إلى حد كبير من الطلاب الذين درسوا في العراق إبان حكم حزب البعث. الحزب الذي كان صغيرا في عام 1990 كان مؤثرا في بعض القطاعات وكان يعارض الجبهة الإسلامية الوطنية وكان علماني بقوة. تمزق الأعضاء تاريخيا بين البعث والحركات العلمانية الأخرى مثل الحزب الشيوعي السوداني. بسبب العلاقة الودية لصدام حسين مع مجلس قيادة الثورة للإنقاذ الوطني وهي الهيئة التي حكمت السودان قام فرع البعث بالاضطهاد من قبل السلطات. في وقت لاحق من عام 1990 أعدم 26 من ضباط الجيش البعثيين في الخرطوم بعد انقلاب عسكري فاشل. في عام 2002 انفصلت مجموعة بقيادة محمد علي جادين عن الفرع وأنشأت حزب البعث السوداني المستقل الذي لا ينتمي إلى حزب البعث العراقي أو السوري. في العام التالي وبعد غزو العراق عام 2003 سمح ل 80 من البعثيين السودانيين بالعودة إلى السودان بشرط أن يظلوا خارج السياسة.

## القادة
- كمال بولاد في عام 1989.[5]
- تيسير معتصر في عام 1990.